# Vaudrimesnil
Vaudrimesnil is een plaats en voormalige gemeente in het Franse departement Manche in de regio Normandië en telt 465 inwoners (2017). De plaats maakt deel uit van het arrondissement Coutances.

## Geschiedenis
Vaudrimesnil maakte deel uit van het kanton Saint-Sauveur-Lendelin tot dit op 22 maart werd opgeheven en de gemeente werd opgenomen in het kanton Agon-Coutainville. Op 1 januari 2019 werd de gemeente opgeheven en werd Vaudrimesnil een commune déléguée van de op die dag gevormde commune nouvelle Saint-Sauveur-Villages.

## Geografie
De oppervlakte van Vaudrimesnil bedraagt 6,0 km², de bevolkingsdichtheid is 64,3 inwoners per km².
De onderstaande kaart toont de ligging van Vaudrimesnil met de belangrijkste infrastructuur en aangrenzende gemeenten.

## Demografie
Onderstaande figuur toont het verloop van het inwonertal (bron: INSEE-tellingen).

Ancteville · Le Mesnilbus · La Ronde-Haye · Saint-Aubin-du-Perron · Saint-Michel-de-la-Pierre · Saint-Sauveur-Lendelin · Vaudrimesnil